# Dorado Schmitt
Pour les articles homonymes, voir Schmitt.
Dorado Schmitt est un guitariste gitan de jazz manouche. Né à Saint-Avold (Lorraine) le 29 mai 1957. Il commence à jouer de la guitare à l’âge de sept ans. En 1978, il forme le Dorado Trio composé de Gino Reinhardt à la contrebasse et d’Hono Winterstein à la guitare rythmique. Reconnu mondialement, il est souvent considéré comme le deuxième plus grand guitariste de jazz manouche, après Django Reinhardt[réf. nécessaire].

## Biographie
Dorado Schmitt est le père des guitaristes Samson Schmitt et Amati Schmitt et le cousin de Tchavolo Schmitt.

## Discographie
- 1993 : Latcho Drom (Bande originale du Film) ∫ La Bande Son Distribution Virgin
- 1993 : Gipsy Réunion : Swing 93 - avec Patrick Saussois et Tchavolo Schmitt ∫ Disque Djazz Records Dam - DJ 523-2
- 1995 : Parisienne - avec  Stan Laferrière, Gino Reinhardt et Hono Winterstein ∫ Djazz Records Dam
- 2002 : Djieske de Samson Schmitt featuring Dorado Schmitt ∫ Disque Etonnants Messieurs Durand - EMD 0201
- 2004 : Rendez-vous - avec le violoniste Pierre Blanchard ∫ Disque Le Chant du Monde 274 1294/ Harmonia Mundi
- 2005 : Dorado SINGS - avec Pierre-Alain Goualch, Ludovic Beier, Gautier Laurent et Franck Agulhon ∫ (EMD 0501)
- 2009 : Family ∫ Disques Dreyfuss Jazz- FDM 46050 3699442
- 2016: Entre Plusieurs Couleurs ∫  Frémeaux & Associés - FA 8522
- 2017 : Dorado Schmitt, Olivier Kirsch : Jazz Classics…  ∫ Auto Production

### Dorado / Claudio Duo
- 1983 : Dorado / Claudio Duo : Hommage à la romenes ∫ dès 1999 Dima Media LC 10757, produit par Dr. Dieter Massion
- 1983 : Jazz Hoeilaart '83 (live : 4 tires sur les 9 de l’album) ∫ Disque Rainbow - Rainbow R.10.031
- 1986 : Dorado / Claudio Duo : Notre histoire ∫ Blue Flame LC 8593

### Dorado Schmitt + Amati Schmitt
- 2014 : Dorado + Amati Schmitt Group : Live[1] ∫ Stunt Records - Stunt STUCD 14152
- 2016 : Sinti Du Monde ∫ Stunt Records - Stunt STUCD 15162

### Dorado Schmitt Quintette
Les membres du quintet sont Amati Schmitt, Dorado Schmitt, Esben Mylle Strandvig, Gino Roman.
- 2018 : Clair de Lune ∫ Stunt Records - Stunt STUCD 18132

### Autres disques de projet collectif
Dorado Schmitt, Samson Schmitt, Ludovic Beier, Pierre Blanchard, Francko Mehrstein, Amati Schmitt, Bronson Schmitt, Doudou Cuillerier*, Xavier Nikq , Special Guest - Anat Cohen
- 2015 : Django Festival Allstars Live At Birdland ∫ Disque Frémeaux & Associés - Frémeaux FA 8512